# Mileewa triloba
Mileewa triloba (лат.) — вид цикадок рода Mileewa из отряда полужесткокрылых насекомых. Эндемик Китая.

## Описание
Длина около 3 мм. Спинка тёмно-коричневая. Темя (Crown) черноватое, с средней продольной жёлто-коричневой полосой; оцеллии красные; глаза коричневые, с красновато-коричневыми отметинами на переднем углу и желтовато-коричневыми снизу. Лицо не совсем белое. Переднеспинка коричневая, с красноватыми пятнами с каждой стороны; мезонотум и скутеллюм буроватые. Переднее крыло буроватое, дистально с тремя прозрачными светлыми пятнами.
Обнаружены в горах провинции Hainan (Diaoluo Mountain, КНР) на высоте 784 м. От близкого вида Mileewa longistripa Yang & Li цикадка M. triloba отличается тем, что имеет S-образную форму стилуса ганиталий, но у вида M. longistripa отсутствуют цветные узоры на макушке; его пигоферный отросток поднимается у вентрального угла, а базальные отростки эдеагуса сужаются к заостренной вершине.